# آدم علوش
آدم علوش  (بالفرنسية: Adam Allouche)‏ سباح فرنسي لبناني دولي يحمل 4 سجلات وطنية لبنانية في السباحة. شارك خلال دورة الألعاب المتوسطية في مرسين، تركيا عام 2013.